# E33 (Verenigde Arabische Emiraten)
De E33 is een nationale weg in de Verenigde Arabische Emiraten. De weg loopt van de hoofdstad Abu Dhabi naar de stad Al Haiyir bij de Omaanse grens en is 133 kilometer lang.
E10 · 
E11 · 
E18 · 
E22 · 
E33 · 
E44 · 
E55 · 
E66 · 
E77 · 
E87 · 
E88 · 
E89 · 
E95 · 
E99 · 
E311 · 
E611